# Mollakənd
Mollakənd (également, Mollakend ) est un village dans le district de Lankaran en Azerbaïdjan. Le village fait partie de la municipalité de Rvo.